# Мојечу де Сус (Брашов)
Мојечу де Сус (рум. Moieciu de Sus) насеље је у Румунији у округу Брашов у општини Мојечу. Oпштина се налази на надморској висини од 963 m.

## Становништво
Према подацима из 2002. године у насељу је живело 924 становника, од којих су сви румунске националности.